# Oberschenk
Oberschenk war in früheren Zeiten ein gehobener Dienstgrad für einen Mundschenken, der Übersicht über Keller und Vorratskammern hatte. Im Beruf des Kellners und dessen Titel Herr Ober lebt dieser Begriff bis heute fort. Die Steigerungsform Erzschenk zeigt, wie lebenswichtig diese Funktion und Tätigkeit bis in die höchsten Schichten des Volkes war. An fürstlichen Höfen handelte es sich oft um einen besonderen Ehrentitel, meist für Adelige, dessen praktische Ausführung anderen Bediensteten zukam.

## Wortgeschichte des Schenken
Der Schenk, die Schenken: Die Wortgeschichte des deutschen Begriffs Mundschenk reicht zurück bis ins Mittelalter. Als wohl ältester bekannter Mundschenk fungierte der König von Böhmen als Erz(mund)schenk für den deutschen König/Kaiser, wie in der Goldenen Bulle zu lesen ist (≈1360). Der Oberschenk hatte die Aufsicht über den Keller und meist ebenso für die Lebensmittel bei der Tafel. In den Zeiten, da es noch keine Kühltechnik im heutigen Sinn gab, hatte seine Aufsicht über das Kellerwesen größte Bedeutung für das Wohl des Hofes und deren Bedienstete. Das Wort wurde sogar bis in den Familiennamen der Schenken übernommen: zum Beispiel bei dem Adelsgeschlecht Schenk zu Schweinsberg oder der Familie des Berthold Schenk Graf von Stauffenberg. Das Deutsche Rechtswörterbuch verzeichnet den Begriff Oberschenk mit Beispielen vom 17. Jahrhundert an. Weitere Wörter wie Schenke, Ausschank oder Geschenk haben denselben Wortstamm.

## Trivia
- Mundschenk an vornehmer englischen Tafel.